# Udstykningsplan
En udstykningsplan var i tiden forud for planlovreformen en stedplan, der alene havde til formål at fastlægge opdelingen af en større matrikel i to eller flere nye (mindre) matrikler.

## Baggrund og lovgrundlag
Baggrunden for udstykningsplaner er ønsket om at sikre den mest hensigtsmæssige arealudnyttelse under hensyn til udstykningens formål (oftest villabebyggelse).
Regler om udstykning af grunde blev fastlagt i parcelsalgsloven af 30. juni 1922. Loven kunne tages i anvendelse af de kommuner, som ønskede dette. I tilfælde af beslutning herom skulle enhver privat grundejer, der ønskede at udbyde ubebyggede, samlede arealer på i alt mere end 2000 m², forinden forelægge kommunalbestyrelsen en udstykningsplan.

## Udstykningsplaners indhold
Udstykningsplanen har karakter af et matrikelkort, hvorpå de hidtidige og planlagte nye ejendomsskel er vist.

## Gyldighed
En udstykningsplan har efter ikrafttrædelse juridisk gyldighed, idet skelændringerne tinglyses på de berørte ejendomme og de nye matrikler registreres.

## Ophævelse
En tinglyst udstykning kan kun ændres ved nye køb og salg af opmålte jordstykker. Ved en lokalplan kan bestemmes, om og på hvilken måde to (eller flere) matriklers anvendelse kan og skal samordnes.

## Udstykningsplaners omfang
Der er gennem tiden lavet utallige udstykningsplaner.